# Tarvita (gemeente)
Tarvita is een gemeente (municipio) in de Boliviaanse provincie Azurduy in het departement Chuquisaca. De gemeente telt naar schatting 14.683 inwoners (2018). De hoofdplaats is Tarvita.

## Indeling
De gemeente telt 3 kantons:
- Cantón Mariscal Braun[3] - 6.902 inwoners (2012)
- Cantón San Pedro[4] - 2.395 inw.
- Cantón Tarvita[5] - 4.964 inw.